# إدنا سكينر
إدنا سكينر (بالإنجليزية: Edna Skinner)‏ هي ممثلة أمريكية، ولدت في 23 مايو 1921 بواشنطن العاصمة في الولايات المتحدة، وتوفيت في 8 أغسطس 2003 بنورث بيند في الولايات المتحدة.

## أعمال

### أفلام
- (1956) إقناع ودي

## وصلات خارجية
- إدنا سكينر على موقع IMDb (الإنجليزية)
- إدنا سكينر على موقع ألو سيني (الفرنسية)
- إدنا سكينر على موقع أول موفي (الإنجليزية)
- إدنا سكينر على موقع قاعدة بيانات برودواي على الإنترنت (الإنجليزية)
- إدنا سكينر على موقع قاعدة بيانات الأفلام السويدية (السويدية)
- إدنا سكينر على موقع إن إن دي بي (الإنجليزية)
- إدنا سكينر على موقع قاعدة بيانات الفيلم (الإنجليزية)
- إدنا سكينر على موقع كينوبويسك (الروسية)